# یوزف کرامر (ورزشکار)
یوزف کرامر (انگلیسی: Josef Krämer; ۴ مهٔ ۱۸۷۸ – ۲۰ ژانویهٔ ۱۹۵۴) ورزشکار طناب‌کشی، ورزشکار دو و میدانی و ژیمناست هنری اهل آلمان بود.